# Cantuaria borealis
Cantuaria borealis är en spindelart som beskrevs av Forster 1968. Cantuaria borealis ingår i släktet Cantuaria och familjen Idiopidae. Inga underarter finns listade.